# Robert Weißmann
Robert Weißmann (ur. 15 grudnia 1907 w Neustadt, zm. 1974) – zbrodniarz hitlerowski, SS-Hauptsturmführer, komendant policji granicznej (Grenzpolizeikommissariat) Gestapo w Zakopanem oraz szef Referatu IV N gestapo w Krakowie.

## Życiorys
Członek NSDAP od 1929 roku (numer identyfikacyjny: 147 328). Wstąpił do SS w 1932 roku i awansował do stopnia SS-Hauptsturmführer (nr identyfikacyjny w SS: 5082).
W pierwszych dniach wojny zajmował się poszukiwaniem ukrytego ołtarza Wita Stwosza oraz skarbów wawelskich. Ołtarz odnalazł w Sandomierzu.
Weißmann został mianowany komendantem placówki gestapo w Zakopanem w październiku 1939 r. Ze względu na okrutne tortury stosowane w czasie przesłuchań siedziba gestapo była nazwana Katownią Podhala. Według listy sporządzonej przez Izydora Łuszczka, Weißmann osobiście rozstrzelał w 1940 r. Albina Follasa, Annę Miętus, Stanisława Miętus, Emila Pieróg. Jako komendant placówki gestapo odpowiedzialny jest za śmierć kilkudziesięciu więźniów w Palace oraz kilkuset wywiezionych z Palace do obozu koncentracyjnego Auschwitz-Birkenau w Oświęcimiu.
W lipcu 1943 r. Weißmann przeniesiony został do Krakowa na stanowisko Szefa Referatu IV N zajmującego się kontrwywiadem, kartoteką, i werbunkiem agentów Gestapo na szczeblu dystryktu krakowskiego.
Jeszcze przed kapitulacja III Rzeszy otrzymał dokumenty na inne nazwisko i osiedlił się w Szlezwiku. Do swego nazwiska wrócił w 1954 r. i przeniósł się do Fryburga, gdzie pracował w towarzystwie ubezpieczeniowym „Viktoria”.
Skazany został na 7 lat więzienia przez sąd we Fryburgu Bryzgowijskim w 1965 roku.